# Maria (filha de Pancrácio IV da Geórgia)
Maria (em georgiano: მარიამი; romaniz.: Mariam) foi a filha do rei Pancrácio IV da Geórgia (r. 1027–1072) com sua esposa Borena da Alânia (r. 1034/1040–1072). Foi possivelmente casada, como segunda esposa, do dignitário bizantino Teodoro Gabras.

## Biografia
Maria é mencionada nas "Crônicas Georgianas" em uma ocasião apenas como estando presente no leito de morte de seu pai Pancrácio IV em novembro de 1072. O nome Maria foi também utilizado - como uma imperatriz bizantina, por outra filha melhor documentada de Pancrácio que nasceu como Marta na Geórgia. O professor Cyril Toumanoff, um estudioso das genealogias medievais caucasianas, identifica Maria com a mulher "alana" anônima de "nascimento muito bom" conhecida da A Alexíada de Ana Comnena como segunda esposa do nobre bizantino Teodoro Gabras, duque de Trebizonda em 1091. Esta dama foi uma prima de Irene, outra noiva da Geórgia na corte bizantina, que foi casada com o sebastocrator Isaac Comneno, irmão do imperador Aleixo I Comneno (r. 1081–1118). Irene foi mãe da noiva de Gregório Gabras, o filho de Teodoro de seu primeiro casamento. Assim, o compromisso de Gregório com a princesa comnena foi discretamente quebrado já que eram então considerados parentes próximos e de acordo com as leis civis e eclesiásticas, tais casamentos eram proibidos. Não há mais detalhes conhecidos sobre a esposa de Teodoro.